# 1459
1459 (MCDLIX) je bilo navadno leto, ki se je po julijanskem koledarju začelo na ponedeljek.

## Dogodki
- 20. junij - ukinjen Srbski despotat (ustanovljen 1402)
  - Turki zavzamejo Smederevo in opustošijo Srbijo

## Rojstva
- 6. oktober - Martin Behaim, nemško-portugalski popotnik, pomorščak, geograf, kartograf, kozmograf  († 1507)
- 27. december  - Ivan I. Albert, kralj Poljske († 1501)

Neznan datum
- Neagoe Basarab,  vlaški knez (†  1521)

## Smrti
- 9. oktober  - Stefan Branković, srbski despot (* okoli 1417)
- 10. oktober - Gianfrancesco Poggio Bracciolini, italijanski humanist (* 1380)
- 9. november - Johannes von Baysen, pruski vitez in državnik (* 1380)

Neznan datum
- Kučuk Mohamed, zadnji kan Zlate horde (* 1391)